# Brancaleone
Brancaleone község (comune) Calabria régiójában, Reggio Calabria megyében.

## Fekvése
A megye délkeleti részén fekszik, a Jón-tenger partján. Határai: Bruzzano Zeffirio, Palizzi és Staiti.

## Története
A település középkori eredetű. Várát a Ruffo nemesi család a 15. században építtette. Addig Sperlonga illetve Sperlinga néven volt ismert utalva a tengerparton található számos barlangra. A 19. században nyerte el önállóságát, amikor a Nápolyi Királyságban felszámolták a feudalizmust.

## Népessége
A népesség számának alakulása:

## Főbb látnivalói
- SS. Pietro e Paolo-templom
- Santa Maria dei Poveri-templom
- Madonna dell’Annunciata-templom
- Spiaggia della Tartarughe - tengeriteknősök tojásrakó területe